# Madhava de Sangamagrama
Madhava de Sangamagrama (1350-1425) est un mathématicien indien, père de l'analyse mathématique. Il fonda l'école mathématique et astronomique du Kerala.

## Calcul de pi
Vers 1400, Madhava de Sangamagrama a trouvé les séries qui portent son nom (en) et qui correspondent, en langage moderne, aux développements en série entière ou en série de Taylor des fonctions trigonométriques sinus, cosinus et arctangente.
Le développement de arctangente, redécouvert par James Gregory et Gottfried Wilhelm Leibniz au XVIIe siècle, est la série dite de Madhava-Gregory-Leibniz (un ou deux de ces trois noms étant souvent omis) :
{\displaystyle \arctan(x)=x-{\frac {x^{3}}{3}}+{\frac {x^{5}}{5}}-{\frac {x^{7}}{7}}+\cdots =\sum _{k=0}^{\infty }{\frac {(-1)^{k}x^{2k+1}}{2k+1}}\quad (x\in \left[-1,1\right]).}
Son application à x = 1, elle aussi connue sous le nom de série (ou formule) de Madhava-Leibniz,,, donne une expression du nombre π :
{\displaystyle \pi =4\left(1-{\frac {1}{3}}+{\frac {1}{5}}-{\frac {1}{7}}+\cdots \right)=4\sum _{k=0}^{\infty }{\frac {(-1)^{k}}{2k+1}}}
mais la convergence de cette série alternée est trop lente pour pouvoir calculer, en pratique, plusieurs décimales : environ 1 000 termes sont nécessaires pour arriver à l'intervalle de 2.10–3 qu'avait atteint Archimède.
En l'appliquant plutôt à x = 1/√3, la série converge bien plus vite :
{\displaystyle \pi =6\cdot {\frac {1}{\sqrt {3}}}\left(1-{1 \over 3\cdot 3}+{1 \over 5\cdot 3^{2}}-{1 \over 7\cdot 3^{3}}+\cdots \right)={\sqrt {12}}\sum _{k=0}^{\infty }{\frac {(-1)^{k}}{(2k+1)3^{k}}},}
ce qui a permis à Madhava de donner comme approximation de π le nombre 3,14159265359, qui a 11 décimales correctes. Le record a été battu en 1424 par le mathématicien perse Al-Kashi, qui a réussi à donner 16 décimales.